# Share Your Love
Share Your Love è un album del cantautore statunitense Kenny Rogers, pubblicato dall'etichetta discografica Liberty nel 1981.

## Il disco
L'album venne prodotto da Lionel Richie. Dal disco vennero estratti quattro singoli: I Don't Need You ha raggiunto la numero 1 della Billboard Country Chart statunitense e canadese, nonché la vetta della classifica Adult Contemporary di Billboard, e la numero 3 sulla Billboard Hot 100. Share Your Love With Me ha raggiunto la 14 nella Hot 100, la 5 nella Country chart e la numero 1 nella Adult Contemporary. Blaze of Glory fu un successo minore rispetto ai primi due singoli, ma ha comunque raggiunto la top ten. Il singolo finale, Through The Years, ha riportato Rogers ai vertici della classifica, riportandolo nuovamente al primo posto della classifica Adult Contemporary.
L'album ha raggiunto la numero 1 nelle classifiche nazionali e la 6 nelle classifiche pop, raggiungendo rispettivamente lo status di disco d'oro e disco di platino negli Stati Uniti e in Canada.
La canzone Goin' Back to Alabama contiene dei cori di Michael Jackson. La canzone venne registrata presso il Concorde Recording Center di Los Angeles.

## Tracce
1. Blaze of Glory – 2:37 (Danny Morrison, John Thomas Slate, Larry Keith)
2. I Don't Need You – 3:27 (Rick Christian)
3. The Good Life – 2:47 (Lionel Richie)
4. Makes Me Wonder If I Ever Said Goodbye – 2:29 (Mickey Newbury)
5. Through the Years – 4:44 (Steve Dorff, Marty Panzer)
6. Share Your Love with Me (feat. Gladys Knight & the Pips) – 3:19 (Al "TNT" Braggs, Deadric Malone)
7. So in Love with You (feat. Lionel Richie) – 4:17 (Richie)
8. Goin' Back to Alabama (feat. Michael Jackson e Lionel Richie) – 5:04 (Richie)
9. Without You in My Life – 5:04 (Richie, Thomas McClary)
10. Grey Beard – 2:36 (Kenny Rogers, Gene Golden, Kirby Stone)

Durata totale: 36:24